# Anonieme functie
Een anonieme functie, ook lambda-expressie genoemd, is in de informatica een functie (of een subroutine) die gedefinieerd wordt, en mogelijk aangeroepen, zonder dat ze gebonden is aan een identifier. Anonieme functies komen van pas om een argument door te geven aan een functie van hogere orde en zijn alomtegenwoordig in programmeertalen met eersteklassefuncties.
Anonieme functies kwamen voor het eerst voor in het werk van Alonzo Church bij de ontwikkeling van de lambdacalculus in 1936 (lang voor het gebruik van elektronische computers). In de lambdacalculus zijn alle functies anoniem. 
Anonieme functies zijn onderdeel van programmeertalen sinds Lisp in 1958. Steeds meer moderne programmeertalen ondersteunen ze, en enkele van de meest bekende talen hebben sinds kort ondersteuning toegevoegd, waarvan JavaScript de meest gebruikte is. Ook C#, PHP en Java (vanaf versie 8) ondersteunen ze.
Sommige objectgeoriënteerde talen hebben anonieme klassen, een gelijkaardig concept, maar ondersteunen geen anonieme functies.

## Gebruik
Anonieme functies kunnen gebruikt worden om functionaliteit toe te voegen die geen naam nodig heeft, en die niet langdurig gebruikt wordt. Voorbeelden zijn closures en currying.